# Internet en Paraguay
El acceso al uso de Internet en la población paraguaya ha aumentado considerablemente desde la década del 2010, con la llegada de los smartphones en esta década. Hasta el año 2010, apenas el 20 % de la población tenía acceso a Internet. En 2024, según datos del INE, el 81,6 % de la población de Paraguay (más de 4 000 000 de habitantes) tiene acceso a Internet.
La señal de Internet, debido a la condición mediterránea del país, llega a Paraguay por medio de cables de fibra óptica que se conectan a distintos servidores de Brasil y Argentina, quienes a su vez reciben la misma desde los cables submarinos que provienen de Estados Unidos principalmente.

## Historia

### Inicios
Las primeras conexiones a Internet datan del año 1988, realizadas en el Laboratorio de Electrónica Digital (LED) de la Universidad Católica cuando se conectaba a la red UUCP. El LED fue el administrador del dominio '.py' originalmente, para luego pasar a ser compartida en 1996 junto al Centro Nacional de Computación (CNC) de la Universidad Nacional de Asunción y al Ministerio de Obras Públicas y Comunicaciones (M.O.P.C.). Es en este punto donde inicia la implementación de la Red Nacional de Ciencia y Tecnología
En 1995 se crea la ley 642 de Telecomunicaciones donde se crea la Comisión Nacional de Telecomunicaciones (CONATEL), descentralizando a la Administración Nacional de Telecomunicaciones (ANTELCO) -actual Copaco-, entonces única encargada sobre regulaciones en telecomunicaciones del país, aunque años después recién se reglamenta sobre Internet. 
A mediados de julio de 1996 aparecen las ISPs comerciales y en abril de 1997 se crea la Cámara Paraguaya de Internet (CAPADI) por las empresas privadas proveedoras de Internet, que en aquel entonces eran: Planet S.A., Conexión S.A. Internet Highway – Sausalito S.A., Itapua Comunicaciones S.R.L., Parnet S.A./Micromail S.A., Uninet S.A., Rieder Internet S.A., Quanta Net S.A; con el fin de evitar la salida de la entonces Administración Nacional de Telecomunicaciones (ANTELCO) como proveedora (estatal) de Internet. La CAPADI empieza a operar por la red "Backbone" (luego NAP-PY), restringiéndole el acceso a ANTELCO y evitar así una competencia que consideraban desleal. 
Esta tensa relación entre el sector privado y público sobre la comercialización de Internet se extendió hasta mediados de la década del 2000 aproximadamente, atrasando así la masificación del Internet en el país. En 2002, LACNIC asigna a Telecel S.A (Telesurf) el primer ASN del país. Así mismo en los años 2000, las empresas telefónicas masificaron el acceso a Internet, como ser Telesurf (de Telecel, hoy día Tigo), Hiipu (Personal), entre otros.

### Actualidad
Si bien el acceso a internet de manera comercial y pública en Paraguay data del año 1996 (gracias a Planet S.A, la primera ISP comercial en el país), la Internet se popularizó recién desde el año 2010 aproximadamente. Hasta 2010, los cibercafés eran muy populares, ya que poca gente tenía computadoras con acceso a Internet en su casa. Eran populares el uso de correos electrónicos como Hotmail, Yahoo; foros y buscadores paraguayos como Yagua.com, servicios de mensajería como MSN Messenger, y redes sociales como Orkut. 
Actualmente los paraguayos emplean mayormente su uso en servicios de mensajería instantánea como WhatsApp, redes sociales como Facebook y otros sitios como Youtube, páginas de noticias, etc. La gran mayoría de los paraguayos se conecta a Internet a través de los teléfonos celulares (teléfonos inteligentes). La velocidad de internet promedio aumentó a 11 Mbps (2017) desde la implementación de la tecnología 4G LTE tanto en hogares como en redes celulares, y con el aumento de suscriptores en servicios de banda ancha. Los mayores proveedores del servicio de Internet son las mismas compañías que ofrecen servicios de telefonía, y otras compañías privadas regionales.
Según datos del Observatorio TICs desde las viviendas, los paraguayos se conectan a la Internet con mayor facilidad desde los teléfonos inteligentes (4G) – 89% de usuarios. Con la Pandemia de COVID-19 desde el año 2020, el servicio de Internet se volvió prácticamente indispensable en los hogares, especialmente para los chicos que reciben la educación de manera virtual. Sin embargo, no en todas las zonas del país cuentan con buena red 4G ni siquiera 3G, prevaleciendo aún la obsoleta tecnología 2G en zonas rurales. Cabe destacar si bien la mayoría de los paraguayos tienen celular, no todos se encuentran en zona de cobertura para acceder a Internet, no tienen un teléfono inteligente (celular con conexión a internet) o no cuentan con los recursos económicos (saldo o plan). Esto último aplica especialmente a personas que viven en zonas rurales del país.

## Estadísticas
- Código del país (dominio de nivel superior): .py[4]
- Usuarios de Internet: 5,3 millones 74,5% de la población en 2020 (69.ª del mundo)[5] -
- Velocidad promedio de Internet:  11 Mbps (2018)[6]

- Acceso a Internet por celulares: 87%[7]
- Acceso a Internet por otros dispositivos (computadoras, tableta, etc): 13%

- Hogares con acceso a Internet en casa: 27% en 2016.[8][9]
- Servidores de Internet: 280.658 (64 en el mundo en 2012).[10]
- Suscripciones de Internet con Banda ancha fija:  320.700 (4,5% de población en 2018).[11]
- Direcciones IPv4 asignados: 365.312; 5,6 por cada 100 habitantes en 2010.[12]

### Gráfica
| Gráfica del crecimiento del Uso/Acceso a Internet en Paraguay (en %)                  |
| ------------------------------------------------------------------------------------- |
|                                                                                       |
| Fuente: Banco Mundial. Desde 1996, la Internet es comercialmente pública en Paraguay. |